# 16 Dias de Ativismo contra a Violência de Gênero

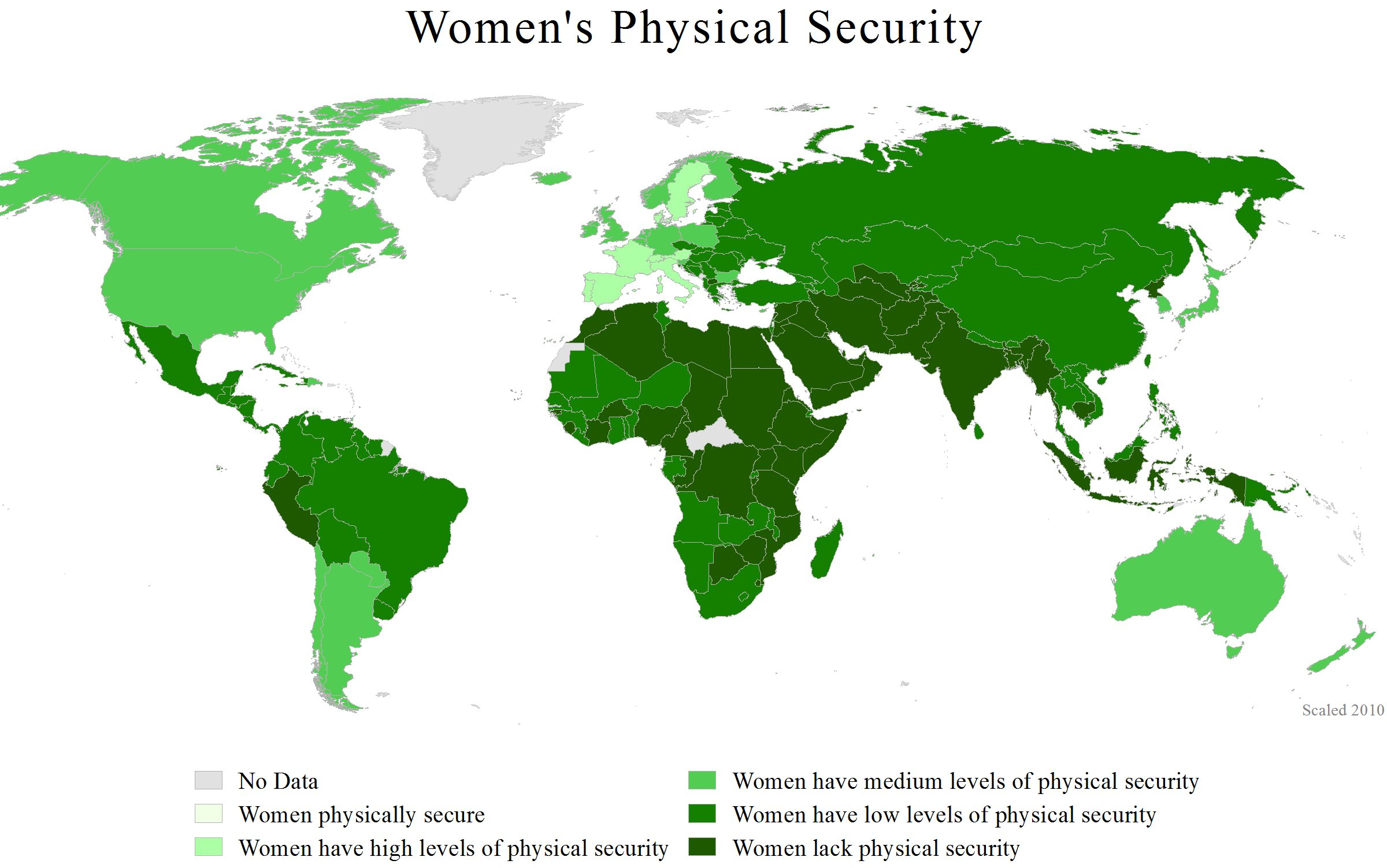
Mapa mundial de risco à integridade física das mulheres - 2011

16 Dias de Ativismo contra a Violência de Gênero é uma campanha internacional de combate à violência contra mulheres e meninas.
A campanha acontece todos os anos, entre 25 de novembro, Dia Internacional para a Eliminação da Violência contra as Mulheres, e 10 de dezembro, Dia Internacional dos Direitos Humanos. Foi iniciada durante o primeiro encontro do Women's Global Leadership Institute em 1991, que se realizou no Center for Women's Global Leadership (CWGL) na Universidade Rutgers. No Brasil, é realizada desde 2003.
Em 2014, o tema da campanha foi Da Paz em Casa para a Paz no Mundo: Vamos Desafiar o Militarismo e Acabar com a Violência contra a Mulher!.